# San Antonio de Flores (El Paraíso)
San Antonio de Flores es un municipio del departamento de El Paraíso en la República de Honduras.

## Toponimia
Era una aldea llamada "Los Llanos de Ibtipú". Se le dio el actual nombre en honor a Antonio de Padua, santo de la Iglesia Católica y por la existencia de cantidad de flores en esta zona.

## Límites
San Antonio de Flores está a 18 km de Texiguat y su cabecera cerca de la Quebrada El Camarón.
| Orientación | Límite                              |
| ----------- | ----------------------------------- |
| Norte       | Municipio de San Lucas, El Paraíso  |
| Norte       | Municipio de Oropolí, El Paraíso    |
| Sur         | Municipio de Morolica, Choluteca    |
| Sur         | Municipio de Duyure, Choluteca      |
| Este        | República de Nicaragua              |
| Oeste       | Municipio de Vado Ancho, El Paraíso |
| Oeste       | Municipio de San Lucas, El Paraíso  |

## Historia
En 1877 (19 de agosto), le dieron categoría de municipio.
En 1886 (28 de octubre), era municipio del Círculo de Texiguat que pertenecía al Departamento de Tegucigalpa y ese año se agregó a El Paraíso.

## División Política
Aldeas: 9 (2013)
Caseríos: 63 (2013)
| Código | Aldea                                          |
| ------ | ---------------------------------------------- |
| 071101 | San Antonio de Flores (cabecera del municipio) |
| 071102 | Apalípi                                        |
| 071103 | Comunidad                                      |
| 071104 | El Chaguite                                    |
| 071105 | El Espinal                                     |
| 071106 | Mandasta                                       |
| 071107 | Orlica                                         |
| 071108 | Quebrada Grande                                |
| 071109 | Tolobrito                                      |